# 马克斯·普朗克研究所列表
马克斯·普朗克研究所（英語：Max Planck Institutes）是指由马克斯·普朗克学会运营的研究所，截至2019年1月，总共有86家 ，大部分位于德国，少数位于欧洲其他国家和美国，列表如下：
- 马克斯·普朗克演化人类学研究所（MPI für evolutionäre Anthropologie），莱比锡
- 马克斯·普朗克天文学研究所（MPI für Astronomie），海德堡
- 马克斯·普朗克天体物理研究所（MPI für Astrophysik），加兴
- 赫尔奇阿娜图书馆，马克斯·普朗克艺术史研究所（MPI für Kunstgeschichte），罗马（意大利）
- 马克斯·普朗克人類發展研究所（MPI für Bildungsforschung），柏林
- 马克斯·普朗克系统动力学研究所（MPI für Dynamik komplexer technischer Systeme），马格德堡
- 马克斯·普朗克生物化学研究所（MPI für Biochemie），马丁斯瑞德（Martinsried）
- 马克斯·普朗克生物地理化学研究所（MPI für Biogeochemie），耶拿
- 马克斯·普朗克生物物理研究所（MPI für Biophysik），法兰克福
- 马克斯·普朗克血管生物学研究所（MPI für Vaskuläre Biologie），明斯特
- 马克斯·普朗克化学研究所（MPI für Chemie，又名奥托·哈恩研究所），美因茨
- 马克斯·普朗克生物无机化学研究所（MPI für bioanorganische Chemie），米尔海姆
- 马克斯·普朗克生物物理化学研究所（MPI für biophysikalische Chemie，又名卡尔·弗里德里希·波恩合弗研究所），哥廷根
- 马克斯·普朗克人口统计学研究所（MPI für demografische Forschung），罗斯托克
- 马克斯·普朗克动力学和自组织研究所（MPI für Dynamik und Selbstorganisation，前身是马克斯·普朗克流体研究所），哥廷根
- 马克斯·普朗克铁研究所公司（Max-Planck-Institut für Eisenforschung GmbH），杜塞尔多夫
- 马克斯·普朗克实验内分泌学研究所（MPI für experimentelle Endokrinologie），汉诺威
- 马克斯·普朗克发育生物学研究所（MPI für Entwicklungsbiologie），图宾根
- 马克斯·普朗克蛋白质折叠酶学研究站（Max-Planck-Forschungsstelle für Enzymologie der Proteinfaltung），哈雷
- 马克斯·普朗克公共财产研究所（MPI zur Erforschung von Gemeinschaftsgütern），波恩
- 马克斯·普朗克社会人类学研究所（MPI für ethnologische Forschung），哈雷
- 马克斯·普朗克固体物理和材料研究所（MPI für Festkörperforschung），斯图加特
- 弗雷德里希·米歇尔生物学实验室，图宾根
- 马克斯·普朗克学会弗里茨·哈伯研究所（Fritz-Haber-Institut der Max-Planck-Gesellschaft），柏林
- 马克斯·普朗克分子遗传学研究所（MPI für molekulare Genetik），柏林
- 马克斯·普朗克历史研究所（MPI für Geschichte），哥廷根
- 马克斯·普朗克社会研究所（MPI für Gesellschaftsforschung），科隆
- 马克斯·普朗克引力物理研究所（MPI für Gravitationsphysik，又称阿尔伯特·爱因斯坦研究所），波茨坦
- 马克斯·普朗克知识产权、竞争法和税收法研究所（MPI für Geistiges Eigentum, Wettbewerbs- und Steuerrecht），慕尼黑
- 马克斯·普朗克脑研究所（MPI für Hirnforschung），法兰克福
- 马克斯·普朗克免疫学研究所（MPI für Immunbiologie），弗莱堡
- 马克斯·普朗克传染病生物学研究所（MPI für Infektionsbiologie），柏林
- 马克斯·普朗克计算机科学研究所（MPI für Informatik），萨尔布吕肯
- 马克斯·普朗克智能系统研究所（MPI für Intelligente Systeme），图宾根
- 马克斯·普朗克核物理研究所（MPI für Kernphysik），海德堡
- 马克斯·普朗克煤炭研究所（MPI für Kohlenforschung），米尔海姆
- 马克斯·普朗克胶体和界面研究所（MPI für Kolloid- und Grenzflächenforschung），波茨坦
- 马克斯·普朗克生物控制学研究所（MPI für biologische Kybernetik），图宾根
- 佛罗伦萨艺术史研究所，佛罗伦萨（意大利）
- 马克斯·普朗克演化生物學研究所（MPI für Evolutionsbiologie），普伦
- 马克斯·普朗克数学研究所（MPI für Mathematik），波恩
- 马克斯·普朗克自然科学数学研究所（MPI für Mathematik in den Naturwissenschaften），莱比锡
- 马克斯·普朗克实验医学研究所（MPI für experimentelle Medizin），哥廷根
- 马克斯·普朗克医学研究所（MPI für medizinische Forschung），海德堡
- 马克斯·普朗克智能系统所（MPI für Intelligente Systeme），斯图加特
- 马克斯·普朗克气象学研究所（MPI für Meteorologie），汉堡
- 马克斯·普朗克海洋微生物学研究所（MPI für marine Mikrobiologie），不莱梅
- 马克斯·普朗克地球微生物学研究所（MPI für terrestrische Mikrobiologie），马尔堡
- 马克斯·普朗克微结构物理学研究所（MPI für Mikrostrukturphysik），哈雷
- 德国电子同步加速器研究所马克斯·普朗克结构分子生物学工作组，汉堡
- 马克斯·普朗克神经生物学研究所（MPI für Neurobiologie），马丁斯瑞德
- 马克斯·普朗克神经学研究所（MPI für neurologische Forschung），科隆
- 马克斯·普朗克认知与神经学研究所（MPI für Kognitions- und Neurowissenschaften），莱比锡和慕尼黑
- 马克斯·普朗克生态化学研究所（MPI für chemische Ökologie），耶拿
- 马克斯·普朗克鸟类学研究所（MPI für Ornithologie），许威森、安戴克斯和鲁道夫泽
- 马克斯·普朗克植物分子生理学研究所（MPI für molekulare Pflanzenphysiologie），波茨坦
- 马克斯·普朗克物理学研究所（MPI für Physik，又称沃纳·海森堡研究所），慕尼黑
- 马克斯·普朗克复杂系统物理研究所（MPI für Physik komplexer Systeme），德累斯顿
- 马克斯·普朗克固体化学物理学研究所（MPI für chemische Physik fester Stoffe），德累斯顿
- 马克斯·普朗克地外物理研究所（MPI für extraterrestrische Physik），加兴
- 马克斯·普朗克分子生理学研究所（MPI für molekulare Physiologie），多特蒙德
- 马克斯·普朗克生理与临床研究所（MPI für physiologische und klinische Forschung，又名W.G.凯尔克霍夫研究所），巴特瑙海姆
- 马克斯·普朗克電漿物理学研究所（MPI für Plasmaphysik），加兴和格赖夫斯瓦尔德
- 马克斯·普朗克聚合物研究所（MPI für Polymerforschung），美因茨
- 马克斯·普朗克外国和国际民法研究所（MPI für ausländisches und internationales Privatrecht），汉堡
- 马克斯·普朗克精神病理学研究所（MPI für Psychiatrie），慕尼黑
- 马克斯·普朗克心理语言学研究所（MPI für Psycholinguistik），奈梅亨（荷兰）
- 马克斯·普朗克心理学研究所（MPI für Psychologische Forschung），慕尼黑
- 马克斯·普朗克量子光学研究所（MPI für Quantenoptik），加兴
- 马克斯·普朗克射电天文研究所（MPI für Radioastronomie），波恩
- 马克斯·普朗克法律史与法理论研究所（MPI für Rechtsgeschichte und Rechtstheorie），法兰克福
- 馬克斯·普朗克太陽系研究所（MPI für Sonnensystemforschung），卡特倫堡-林道
- 马克斯·普朗克外国和国际社会法研究所（MPI für ausländisches und internationales Sozialrecht），慕尼黑
- 马克斯·普朗克外国和国际刑法研究所（MPI für ausländisches und internationales Strafrecht），弗莱堡
- 马克斯·普朗克比較公法與国际法研究所（MPI für ausländisches öffentliches Recht und Völkerrecht），海德堡
- 马克斯·普朗克经济系统研究所（MPI zur Erforschung von Wirtschaftssystemen），耶拿
- 马克斯·普朗克科学史研究所（MPI für Wissenschaftsgeschichte），柏林
- 马克斯·普朗克分子细胞生物学与遗传学研究所（MPI für molekulare Zellbiologie und Genetik），德累斯顿
- 马克斯·普朗克育种研究所（MPI für Züchtungsforschung），科隆
- 馬克斯·普朗克軟體系統研究所（MPI für Softwaresysteme），凱撒斯勞滕與薩爾布魯根
- 马克斯·普朗克光科学研究所（MPI für die Physik des Lichts），埃朗根
- 马克斯·普朗克植物育种研究所（MPI für Pflanzenzüchtungsforschung），科隆
- 马克斯·普朗克分子生物医学研究所（MPI für molekulare Biomedizin），明斯特